# Jimmie Johnson
Jimmie Kenneth Johnson (El Cajon, 17 settembre 1975) è un pilota automobilistico statunitense, sette volte vincitore del titolo della NASCAR Sprint Cup Series (dal 2006 al 2010, nel 2013 e nel 2016).

## Biografia
Johnson ha stabilito molti record, risultando il primo debuttante a ottenere la pole position nella Daytona 500 (nel 2002) e a vincere due gare sullo stesso circuito, più precisamente a Fontana, in California, dove lui è l'eroe di casa; è, inoltre, l'unico pilota (insieme a Denny Hamlin) ad avere partecipato ad ogni singola edizione della Chase For The Cup. Sin dall'anno del suo debutto, Jimmie Johnson non aveva mai terminato il campionato oltre la quinta posizione. Questo fino al 2011, la peggiore annata della sua carriera, in cui perse il titolo NASCAR in favore di Tony Stewart dopo ben cinque titoli consecutivi. Nel 2011, Johnson ha terminato il campionato in sesta posizione.
Nel 2006 lo statunitense è diventato l'unico pilota a vincere Daytona 500, Brickyard 400, GEICO 500 e il titolo della NASCAR Cup Series sempre nello stesso anno.
Nella NASCAR ha gareggiato per il team Hendrick Motorsports, uno tra i più famosi della Serie. 

## Carriera in Indycar
Nel 2020 durante la pausa della NASCAR a causa del coronavirus, viene annunciato il non-rinnovo con Hendrick Motorsport passando alle monoposto in Indycar. Dopo un test inseason collettivo con Chip Ganassi Racing utilizzando la vettura di Felix Rosenqvist (NTT DATA Dallara-Honda); la squadra di Ganassi dopo la conferma del trasferimento di Rosenqvist alla Arrow McLaren SP, venne scelto come pilota titolare, usando il numero 48 utilizzato da sempre dal californiano.

## Palmarès

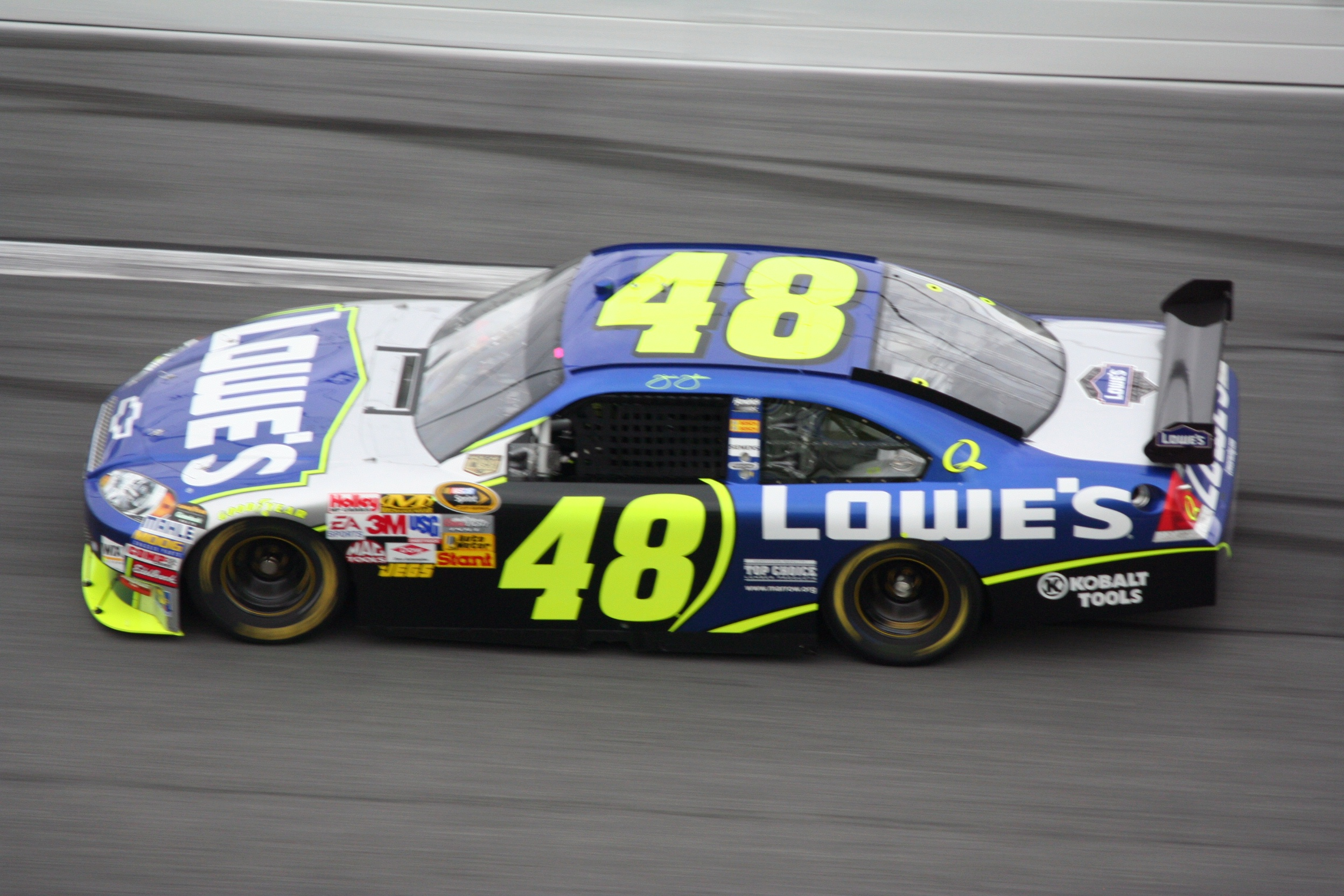
Johnson alla Daytona 500 del 2008

NASCAR Sprint Cup Series

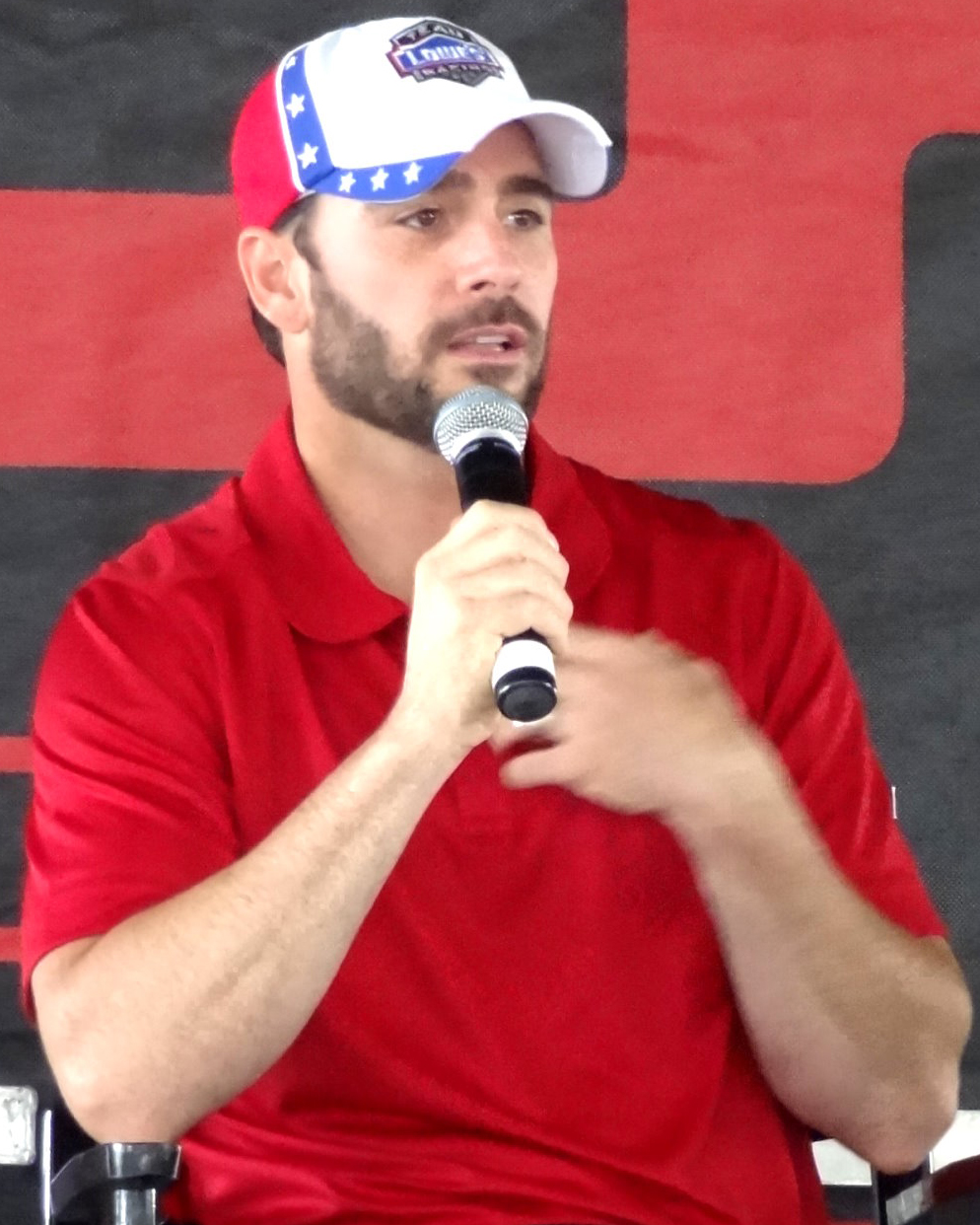

- 7 volte  nella NASCAR Sprint Cup Series (2006, 2007, 2008, 2009, 2010, 2013 e 2016)
- Atleta maschile dell'anno dell'Associated Press (2009)

## Risultati in carriera

### Riepilogo Carriera
| Stagione | Categoria                               | Team                             | Gare | Vittorie | Top 5 | Top 10 | Pole | Punti | Posizione |
| -------- | --------------------------------------- | -------------------------------- | ---- | -------- | ----- | ------ | ---- | ----- | --------- |
| 1998     | ASA National Tour                       | Herzog Motorsports               | 20   | 0        | 6     | 15     | 1    | 2975  | 4º        |
| 1998     | NASCAR Busch Series                     | ST Motorsports                   | 2    | 0        | 0     | 0      | 0    | 275   | 67º       |
| 1998     | NASCAR Busch Series                     | Curb Agajanian Performance Group | 1    | 0        | 0     | 0      | 0    | 275   | 67º       |
| 1999     | ASA National Tour                       | Herzog Motorsports               | 20   | 2        | 11    | 16     | 3    | 3198  | 3º        |
| 1999     | NASCAR Busch Series                     | Herzog Motorsports               | 5    | 0        | 0     | 1      | 0    | 521   | 63º       |
| 2000     | NASCAR Busch Series                     | Herzog Motorsports               | 31   | 0        | 0     | 6      | 0    | 3264  | 10º       |
| 2001     | NASCAR Busch Series                     | Herzog Motorsports               | 33   | 1        | 4     | 9      | 0    | 3871  | 8º        |
| 2001     | NASCAR Winston Cup Series               | Hendrick Motorsports             | 3    | 0        | 0     | 0      | 0    | 210   | 52º       |
| 2002     | NASCAR Winston Cup Series               | Hendrick Motorsports             | 36   | 3        | 6     | 21     | 4    | 4600  | 5º        |
| 2003     | NASCAR Winston Cup Series               | Hendrick Motorsports             | 36   | 3        | 14    | 20     | 2    | 4932  | 2º        |
| 2003     | International Race of Champions         | NASCAR                           | 4    | 1        | 2     | 4      | 0    | 56    | 3º        |
| 2004     | NASCAR Nextel Cup Series                | Hendrick Motorsports             | 36   | 8        | 20    | 23     | 1    | 6498  | 2º        |
| 2004     | NASCAR Busch Series                     | Hendrick Motorsports             | 1    | 0        | 1     | 1      | 0    | 170   | 98º       |
| 2004     | International Race of Champions         | NASCAR                           | 4    | 0        | 3     | 4      | 0    | 54    | 4º        |
| 2004     | Rolex Sports Car Series                 | Howard-Boss Motorsports          | 1    | 0        | 0     | 0      | 0    | 23    | 65º       |
| 2005     | NASCAR Nextel Cup Series                | Hendrick Motorsports             | 36   | 4        | 13    | 22     | 1    | 6406  | 5º        |
| 2005     | NASCAR Busch Series                     | Hendrick Motorsports             | 8    | 0        | 2     | 2      | 2    | 876   | 53º       |
| 2005     | Rolex Sports Car Series                 | Howard-Boss Motorsports          | 1    | 0        | 1     | 1      | 0    | 70    | 32º       |
| 2006     | NASCAR Nextel Cup Series                | Hendrick Motorsports             | 36   | 5        | 13    | 24     | 1    | 6475  | 1º        |
| 2006     | NASCAR Busch Series                     | Hendrick Motorsports             | 3    | 0        | 0     | 1      | 0    | 283   | 84º       |
| 2007     | NASCAR Nextel Cup Series                | Hendrick Motorsports             | 36   | 10       | 20    | 24     | 4    | 6723  | 1º        |
| 2007     | NASCAR Busch Series                     | Hendrick Motorsports             | 3    | 0        | 1     | 2      | 0    | 387   | 82º       |
| 2007     | Rolex Sports Car Series                 | Riley-Matthews Motorsports       | 2    | 0        | 0     | 0      | 0    | 34    | 57º       |
| 2008     | NASCAR Sprint Cup Series                | Hendrick Motorsports             | 36   | 7        | 15    | 22     | 6    | 6684  | 1º        |
| 2008     | NASCAR Nationwide Series                | JR Motorsports                   | 4    | 0        | 0     | 1      | 0    | 396   | 69º       |
| 2008     | NASCAR Craftsman Truck Series           | Randy Moss Motorsports           | 1    | 0        | 0     | 0      | 0    | 64    | 104º      |
| 2008     | Rolex Sports Car Series                 | Bob Stallings Racing             | 1    | 0        | 1     | 1      | 0    | 32    | 56º       |
| 2009     | NASCAR Sprint Cup Series                | Hendrick Motorsports             | 36   | 7        | 16    | 24     | 4    | 6652  | 1º        |
| 2009     | Rolex Sports Car Series                 | Bob Stallings Racing             | 1    | 0        | 0     | 0      | 0    | 24    | 54º       |
| 2010     | NASCAR Sprint Cup Series                | Hendrick Motorsports             | 36   | 6        | 17    | 23     | 2    | 6622  | 1º        |
| 2010     | Rolex Sports Car Series                 | Bob Stallings Racing             | 2    | 0        | 0     | 0      | 0    | 48    | 30º       |
| 2011     | NASCAR Sprint Cup Series                | Hendrick Motorsports             | 36   | 2        | 14    | 21     | 0    | 2304  | 6º        |
| 2011     | NASCAR Nationwide Series                | JR Motorsports                   | 1    | 0        | 1     | 1      | 0    | 0     | 104º      |
| 2011     | Rolex Sports Car Series                 | Bob Stallings Racing             | 1    | 0        | 0     | 0      | 0    | 19    | 59º       |
| 2012     | NASCAR Sprint Cup Series                | Hendrick Motorsports             | 36   | 5        | 18    | 24     | 4    | 2360  | 3º        |
| 2013     | NASCAR Sprint Cup Series                | Hendrick Motorsports             | 36   | 6        | 16    | 24     | 3    | 2419  | 1º        |
| 2013     | NASCAR Nationwide Series                | JR Motorsports                   | 1    | 0        | 0     | 0      | 0    | 0     | 111º      |
| 2014     | NASCAR Sprint Cup Series                | Hendrick Motorsports             | 36   | 4        | 11    | 20     | 1    | 2274  | 11º       |
| 2015     | NASCAR Sprint Cup Series                | Hendrick Motorsports             | 36   | 5        | 14    | 22     | 1    | 2315  | 10º       |
| 2016     | NASCAR Sprint Cup Series                | Hendrick Motorsports             | 36   | 5        | 11    | 16     | 1    | 5040  | 1º        |
| 2017     | Monster Energy NASCAR Cup Series        | Hendrick Motorsports             | 36   | 3        | 4     | 11     | 1    | 2260  | 10º       |
| 2018     | Monster Energy NASCAR Cup Series        | Hendrick Motorsports             | 36   | 0        | 2     | 11     | 0    | 2242  | 14º       |
| 2019     | Monster Energy NASCAR Cup Series        | Hendrick Motorsports             | 36   | 0        | 3     | 12     | 1    | 835   | 18º       |
| 2020     | NASCAR Cup Series                       | Hendrick Motorsports             | 35   | 0        | 5     | 10     | 0    | 836   | 18º       |
| 2021     | IndyCar Series                          | Chip Ganassi Racing              | 1    | 0        | 0     | 0      | 0    | 11    | 19º*      |
| 2021     | IMSA WeatherTech SportsCar Championship | Ally Cadillac Racing             | 2    | 0        | 1     | 1      | 0    | 609   | 5º*       |

* Stagione in corso.

### NASCAR
(chiave) (Grassetto – Pole position assegnata dal tempo di qualificazione. Corsivo – Pole position guadagnata dalla classifica a punti o dal tempo di pratica. * – La maggior parte dei giri in testa.)

#### Cup Series
| Anno | Team                 | Numero | Marca     | 1      | 2      | 3      | 4      | 5      | 6      | 7      | 8       | 9      | 10     | 11     | 12     | 13     | 14     | 15     | 16     | 17     | 18     | 19     | 20     | 21     | 22     | 23     | 24     | 25     | 26     | 27      | 28     | 29     | 30     | 31      | 32      | 33     | 34     | 35     | 36     | Punti | Pos. |
| ---- | -------------------- | ------ | --------- | ------ | ------ | ------ | ------ | ------ | ------ | ------ | ------- | ------ | ------ | ------ | ------ | ------ | ------ | ------ | ------ | ------ | ------ | ------ | ------ | ------ | ------ | ------ | ------ | ------ | ------ | ------- | ------ | ------ | ------ | ------- | ------- | ------ | ------ | ------ | ------ | ----- | ---- |
| 2001 | Hendrick Motorsports | 48     | Chevrolet | DAY    | CAR    | LVS    | ATL    | DAR    | BRI    | TEX    | MAR     | TAL    | CAL    | RCH    | CLT    | DOV    | MCH    | POC    | SON    | DAY    | CHI    | NHA    | POC    | IND    | GLN    | MCH    | BRI    | DAR    | RCH    | DOV     | KAN    | CLT 39 | MAR    | TAL     | PHO     | CAR    | HOM 25 | ATL 29 | NHA    | 210   | 52º  |
| 2002 | Hendrick Motorsports | 48     | Chevrolet | DAY 15 | CAR 28 | LVS 6  | ATL 3  | DAR 6  | BRI 7  | TEX 6  | MAR 35  | TAL 7  | CAL 1  | RCH 31 | CLT 7* | DOV 1* | POC 3  | MCH 14 | SON 35 | DAY 8  | CHI 4  | NHA 15 | POC 15 | IND 9  | GLN 16 | MCH 7  | BRI 34 | DAR 9  | RCH 13 | NHA 9   | DOV 1* | KAN 10 | TAL 37 | CLT 6   | MAR 6   | ATL 22 | CAR 37 | PHO 15 | HOM 8  | 4600  | 5º   |
| 2003 | Hendrick Motorsports | 48     | Chevrolet | DAY 3  | CAR 8  | LVS 11 | ATL 32 | DAR 27 | BRI 8  | TEX 8  | TAL 15* | MAR 9  | CAL 16 | RCH 19 | CLT 1  | DOV 38 | POC 12 | MCH 16 | SON 17 | DAY 18 | CHI 3  | NHA 1  | POC 15 | IND 18 | GLN 4  | MCH 27 | BRI 5  | DAR 3  | RCH 11 | NHA 1   | DOV 8  | TAL 34 | KAN 7  | CLT 3   | MAR 2   | ATL 3  | PHO 2  | CAR 2  | HOM 3  | 4932  | 2º   |
| 2004 | Hendrick Motorsports | 48     | Chevrolet | DAY 5  | CAR 41 | LVS 16 | ATL 4  | DAR 1  | BRI 16 | TEX 9  | MAR 4   | TAL 4  | CAL 2  | RCH 2  | CLT 1  | DOV 32 | POC 1  | MCH 4  | SON 5  | DAY 2  | CHI 2  | NHA 11 | POC 1  | IND 36 | GLN 40 | MCH 40 | BRI 3  | CAL 14 | RCH 36 | NHA 11  | DOV 10 | TAL 37 | KAN 32 | CLT 1   | MAR 1   | ATL 1  | PHO 6  | DAR 1  | HOM 2  | 6498  | 2º   |
| 2005 | Hendrick Motorsports | 48     | Chevrolet | DAY 5  | CAL 2  | LVS 1  | ATL 2  | BRI 6  | MAR 8  | TEX 3  | PHO 15  | TAL 20 | DAR 7  | RCH 40 | CLT 1  | DOV 4  | POC 6  | MCH 19 | SON 36 | DAY 6  | CHI 3  | NHA 13 | POC 12 | IND 38 | GLN 5  | MCH 10 | BRI 36 | CAL 16 | RCH 25 | NHA 8   | DOV 1  | TAL 31 | KAN 6  | CLT 1   | MAR 3   | ATL 16 | TEX 5  | PHO 7  | HOM 40 | 6406  | 5º   |
| 2006 | Hendrick Motorsports | 48     | Chevrolet | DAY 1  | CAL 2  | LVS 1  | ATL 6  | BRI 30 | MAR 3  | TEX 11 | PHO 7   | TAL 1  | RCH 12 | DAR 4  | CLT 2  | DOV 6  | POC 10 | MCH 6  | SON 10 | DAY 32 | CHI 6  | NHA 9  | POC 6  | IND 1  | GLN 17 | MCH 13 | BRI 10 | CAL 11 | RCH 23 | NHA 39  | DOV 13 | KAN 14 | TAL 24 | CLT 2   | MAR 1   | ATL 2  | TEX 2  | PHO 2  | HOM 9  | 6475  | 1º   |
| 2007 | Hendrick Motorsports | 48     | Chevrolet | DAY 39 | CAL 3  | LVS 1  | ATL 1* | BRI 16 | MAR 1  | TEX 38 | PHO 4   | TAL 2  | RCH 1  | DAR 3  | CLT 10 | DOV 15 | POC 42 | MCH 19 | SON 17 | NHA 5  | DAY 10 | CHI 37 | IND 39 | POC 5  | GLN 3  | MCH 3  | BRI 21 | CAL 1  | RCH 1  | NHA 6   | DOV 14 | KAN 3  | TAL 2  | CLT 14* | MAR 1   | ATL 1  | TEX 1  | PHO 1  | HOM 7  | 6723  | 1º   |
| 2008 | Hendrick Motorsports | 48     | Chevrolet | DAY 27 | CAL 2  | LVS 29 | ATL 13 | BRI 18 | MAR 4  | TEX 2  | PHO 1   | TAL 13 | RCH 30 | DAR 13 | CLT 39 | DOV 7  | POC 6  | MCH 6  | SON 15 | NHA 9  | DAY 23 | CHI 2  | IND' 1 | POC 3  | GLN 7  | MCH 17 | BRI 33 | CAL 1  | RCH 1  | NHA 2   | DOV 5  | KAN 1  | TAL 9  | CLT 6   | MAR 1   | ATL 2  | TEX 15 | PHO 1  | HOM 15 | 6684  | 1º   |
| 2009 | Hendrick Motorsports | 48     | Chevrolet | DAY 31 | CAL 9  | LVS 24 | ATL 9  | BRI 3  | MAR 1  | TEX 2  | PHO 4   | TAL 30 | RCH 36 | DAR 2  | CLT 13 | DOV 1* | POC 7  | MCH 22 | SON 4  | NHA 9  | DAY 2  | CHI 8  | IND 1  | POC 13 | GLN 12 | MCH 33 | BRI 8  | ATL 36 | RCH 11 | NHA 4   | DOV 1  | KAN 9  | CAL 1  | CLT 1   | MAR 2   | TAL 6  | TEX 38 | PHO 1  | HOM 5  | 6652  | 1º   |
| 2010 | Hendrick Motorsports | 48     | Chevrolet | DAY 35 | CAL 1  | LVS 1  | ATL 12 | BRI 1  | MAR 9  | PHO 3  | TEX 2   | TAL 31 | RCH 10 | DAR 36 | DOV 16 | CLT 37 | POC 5  | MCH 6  | SON 1  | NHA 1  | DAY 31 | CHI 25 | IND 22 | POC 10 | GLN 28 | MCH 12 | BRI 35 | ATL 3  | RCH 3  | NHA 25  | DOV 1  | KAN 2  | CAL 3  | CLT 3   | MAR 5   | TAL 7  | TEX 9  | PHO 5  | HOM 2  | 6622  | 1º   |
| 2011 | Hendrick Motorsports | 48     | Chevrolet | DAY 27 | PHO 3  | LVS 16 | BRI 3  | CAL 2  | MAR 11 | TEX 8  | TAL 1   | RCH 8  | DAR 15 | DOV 9  | CLT 28 | KAN 7  | POC 4  | MCH 27 | SON 7  | DAY 20 | KEN 3  | NHA 5  | IND 19 | POC 4  | GLN 10 | MCH 2  | BRI 4  | ATL 2  | RCH 31 | CHI 10  | NHA 18 | DOV 2  | KAN 1  | CLT 34  | TAL 26  | MAR 2  | TEX 14 | PHO 14 | HOM 32 | 2304  | 6º   |
| 2012 | Hendrick Motorsports | 48     | Chevrolet | DAY 42 | PHO 4  | LVS 2  | BRI 9  | CAL 10 | MAR 12 | TEX 2  | KAN 3   | RCH 6  | TAL 35 | DAR 1  | CLT 11 | DOV 1  | POC 4  | MCH 5  | SON 5  | KEN 6  | DAY 36 | NHA 7  | IND 1  | POC 14 | GLN 3  | MCH 27 | BRI 2  | ATL 34 | RCH 13 | CHI 2   | NHA 2  | DOV 4  | TAL 17 | CLT 3   | KAN 9   | MAR 1  | TEX 1* | PHO 32 | HOM 36 | 2360  | 3º   |
| 2013 | Hendrick Motorsports | 48     | Chevrolet | DAY 1  | PHO 2  | LVS 6  | BRI 22 | CAL 12 | MAR 1* | TEX 6  | KAN 3   | RCH 12 | TAL 5  | DAR 4  | CLT 22 | DOV 17 | POC 1* | MCH 28 | SON 9  | KEN 9* | DAY 1* | NHA 6  | IND 2* | POC 13 | GLN 8  | MCH 40 | BRI 36 | ATL 28 | RCH 40 | CHI 5   | NHA 4  | DOV 1* | KAN 6  | CLT 4   | TAL 13* | MAR 5  | TEX 1* | PHO 3  | HOM 9  | 2419  | 1º   |
| 2014 | Hendrick Motorsports | 48     | Chevrolet | DAY 5  | PHO 6  | LVS 6  | BRI 19 | CAL 24 | MAR 2  | TEX 25 | DAR 3   | RCH 32 | TAL 23 | KAN 9  | CLT 1* | DOV 1* | POC 6  | MCH 1  | SON 7  | KEN 10 | DAY 42 | NHA 42 | IND 14 | POC 39 | GLN 28 | MCH 9  | BRI 4  | ATL 4  | RCH 8  | CHI 12  | NHA 5  | DOV 3  | KAN 40 | CLT 17  | TAL 24* | MAR 32 | TEX 1* | PHO 39 | HOM 9  | 2274  | 11º  |
| 2015 | Hendrick Motorsports | 48     | Chevrolet | DAY 5  | ATL 1  | LVS 41 | PHO 11 | CAL 9  | MAR 35 | TEX 1* | BRI 2   | RCH 3  | TAL 2  | KAN 1  | CLT 40 | DOV 1  | POC 3  | MCH 19 | SON 6* | DAY 2  | KEN 9  | NHA 22 | IND 15 | POC 6  | GLN 10 | MCH 39 | BRI 4  | DAR 19 | RCH 9  | CHI 11  | NHA 6  | DOV 41 | CLT 39 | KAN 3   | TAL 18  | MAR 12 | TEX 1  | PHO 5  | HOM 9  | 2315  | 10º  |
| 2016 | Hendrick Motorsports | 48     | Chevrolet | DAY 16 | ATL 1  | LVS 3* | PHO 11 | CAL 1  | MAR 9  | TEX 4  | BRI 23  | RCH 3  | TAL 22 | KAN 17 | DOV 25 | CLT 3  | POC 35 | MCH 16 | SON 13 | DAY 35 | KEN 32 | NHA 12 | IND 3  | POC 16 | GLN 40 | BRI 7  | MCH 6  | DAR 33 | RCH 11 | CHI 12* | NHA 8  | DOV 7  | CLT 1* | KAN 4   | TAL 23  | MAR 1  | TEX 11 | PHO 38 | HOM 1  | 5040  | 1º   |
| 2017 | Hendrick Motorsports | 48     | Chevrolet | DAY 34 | ATL 19 | LVS 11 | PHO 9  | CAL 21 | MAR 15 | TEX 1  | BRI 1   | RCH 11 | TAL 8  | KAN 24 | CLT 17 | DOV 1  | POC 36 | MCH 10 | SON 13 | DAY 12 | KEN 40 | NHA 10 | IND 27 | POC 35 | GLN 29 | MCH 19 | BRI 11 | DAR 12 | RCH 8  | CHI 8   | NHA 14 | DOV 3  | CLT 7  | TAL 24  | KAN 11  | MAR 12 | TEX 27 | PHO 39 | HOM 27 | 2260  | 10º  |
| 2018 | Hendrick Motorsports | 48     | Chevrolet | DAY 38 | ATL 27 | LVS 12 | PHO 14 | CAL 9  | MAR 15 | TEX 35 | BRI 3   | RCH 6  | TAL 12 | DOV 9  | KAN 19 | CLT 5  | POC 8  | MCH 20 | SON 11 | CHI 14 | DAY 23 | KEN 14 | NHA 10 | POC 17 | GLN 30 | MCH 28 | BRI 9  | DAR 39 | IND 16 | LVS 22  | RCH 8  | CLT 8  | DOV 36 | TAL 7   | KAN 22  | MAR 12 | TEX 15 | PHO 15 | HOM 14 | 2242  | 14º  |
| 2019 | Hendrick Motorsports | 48     | Chevrolet | DAY 9  | ATL 24 | LVS 19 | PHO 8  | CAL 17 | MAR 24 | TEX 5  | BRI 10  | RCH 12 | TAL 33 | DOV 14 | KAN 6  | CLT 8  | POC 19 | MCH 15 | SON 12 | CHI 4  | DAY 3  | KEN 30 | NHA 30 | POC 15 | GLN 19 | MCH 34 | BRI 19 | DAR 16 | IND 35 | LVS 11  | RCH 10 | CLT 9  | DOV 8  | TAL 38  | KAN 10  | MAR 38 | TEX 34 | PHO 14 | HOM 13 | 835   | 18º  |
| 2020 | Hendrick Motorsports | 48     | Chevrolet | DAY 35 | LVS 5  | CAL 7  | PHO 12 | DAR 38 | DAR 8  | CLT 40 | CLT 11  | BRI 3  | ATL 7  | MAR 10 | HOM 16 | TAL 13 | POC 21 | POC 16 | IND    | KEN 18 | TEX 26 | KAN 32 | NHA 12 | MCH 12 | MCH 11 | DAY 4  | DOV 7  | DOV 3  | DAY 17 | DAR 18  | RCH 31 | BRI 17 | LVS 11 | TAL 29  | CLT 13  | KAN 31 | TEX 36 | MAR 30 | PHO 5  | 836   | 18º  |

##### Daytona 500
| Anno | Team                 | Motore    | Partito | Finito |
| ---- | -------------------- | --------- | ------- | ------ |
| 2002 | Hendrick Motorsports | Chevrolet | 1º      | 15º    |
| 2003 | Hendrick Motorsports | Chevrolet | 10º     | 3º     |
| 2004 | Hendrick Motorsports | Chevrolet | 6º      | 5º     |
| 2005 | Hendrick Motorsports | Chevrolet | 2º      | 5º     |
| 2006 | Hendrick Motorsports | Chevrolet | 9º      | 1º     |
| 2007 | Hendrick Motorsports | Chevrolet | 21º     | 39º    |
| 2008 | Hendrick Motorsports | Chevrolet | 1º      | 27º    |
| 2009 | Hendrick Motorsports | Chevrolet | 7º      | 31º    |
| 2010 | Hendrick Motorsports | Chevrolet | 3º      | 35º    |
| 2011 | Hendrick Motorsports | Chevrolet | 23º     | 27º    |
| 2012 | Hendrick Motorsports | Chevrolet | 8º      | 42º    |
| 2013 | Hendrick Motorsports | Chevrolet | 9º      | 1º     |
| 2014 | Hendrick Motorsports | Chevrolet | 32º     | 5º     |
| 2015 | Hendrick Motorsports | Chevrolet | 2º      | 5º     |
| 2016 | Hendrick Motorsports | Chevrolet | 26º     | 16º    |
| 2017 | Hendrick Motorsports | Chevrolet | 24º     | 34º    |
| 2018 | Hendrick Motorsports | Chevrolet | 35º     | 38º    |
| 2019 | Hendrick Motorsports | Chevrolet | 17º     | 9º     |
| 2020 | Hendrick Motorsports | Chevrolet | 6º      | 35º    |

#### Nationwide Series
| Anno | Team                             | Numero | Marca      | 1      | 2      | 3      | 4      | 5      | 6      | 7      | 8      | 9      | 10     | 11     | 12     | 13     | 14     | 15     | 16     | 17     | 18     | 19     | 20     | 21     | 22     | 23    | 24     | 25     | 26     | 27     | 28     | 29     | 30     | 31     | 32     | 33    | 34  | 35  | Punti | Pos. |
| ---- | -------------------------------- | ------ | ---------- | ------ | ------ | ------ | ------ | ------ | ------ | ------ | ------ | ------ | ------ | ------ | ------ | ------ | ------ | ------ | ------ | ------ | ------ | ------ | ------ | ------ | ------ | ----- | ------ | ------ | ------ | ------ | ------ | ------ | ------ | ------ | ------ | ----- | --- | --- | ----- | ---- |
| 1998 | ST Motorsports                   | 59     | Chevrolet  | DAY    | CAR    | LVS    | NSV    | DAR    | BRI    | TEX    | HCY    | TAL    | NHA    | NZH    | CLT    | DOV    | RCH    | PPR    | GLN    | MLW    | MYB    | CAL    | SBO    | IRP 25 | MCH    | BRI   | DAR    | RCH    | DOV    | CLT    | GTY 15 | CAR    | ATL    |        |        |       |     |     | 275   | 67º  |
| 1998 | Curb Agajanian Performance Group | 43     | Chevrolet  |        |        |        |        |        |        |        |        |        |        |        |        |        |        |        |        |        |        |        |        |        |        |       |        |        |        |        |        |        |        | HOM 33 |        |       |     |     | 275   | 67º  |
| 1999 | Herzog Motorsports               | 92     | Chevyrolet | DAY    | CAR    | LVS    | ATL    | DAR    | TEX    | NSV    | BRI    | TAL    | CAL    | NHA    | RCH    | NZH    | CLT    | DOV    | SBO    | GLN    | MLW 7  | MYB    | PPR    | GTY    | IRP    | MCH   | BRI    | DAR    | RCH    | DOV    | CLT    | CAR 25 | MEM 12 | PHO 18 | HOM 39 |       |     |     | 521   | 63º  |
| 2000 | Herzog Motorsports               | 92     | Chevyrolet | DAY NQ | CAR 22 | LVS 26 | ATL 27 | DAR 36 | BRI 24 | TEX 24 | NSV 10 | TAL 29 | CAL 15 | RCH 12 | NHA 13 | CLT 16 | DOV 20 | SBO 6  | MYB 15 | GLN 43 | MLW 9  | NZH 14 | PPR 18 | GTY 13 | IRP 11 | MCH 6 | BRI 23 | DAR 38 | RCH 22 | DOV 18 | CLT 28 | CAR 13 | MEM 8  | PHO 40 | HOM 6  |       |     |     | 3264  | 10º  |
| 2001 | Herzog Motorsports               | 92     | Chevyrolet | DAY 5  | CAR 13 | LVS 14 | ATL 9  | DAR 32 | BRI 4  | TEX 8  | NSH 28 | TAL 28 | CAL 16 | RCH 12 | NHA 13 | NZH 9  | CLT 16 | DOV 25 | KEN 30 | MLW 26 | GLN 21 | CHI 1  | GTY 14 | PPR 7  | IRP 15 | MCH 4 | BRI 12 | DAR 16 | RCH 19 | DOV 33 | KAN 6  | CLT 22 | MEM 14 | PHO 21 | CAR 23 | HOM 7 |     |     | 3871  | 8º   |
| 2004 | Hendrick Motorsports             | 48     | Chevrolet  | DAY    | CAR    | LVS    | DAR    | BRI    | TEX    | NSH    | TAL    | CAL    | GTY    | RCH    | NZH    | CLT    | DOV    | NSH    | KEN    | MLW    | DAY    | CHI    | NHA    | PPR    | IRP    | MCH   | BRI    | CAL    | RCH    | DOV    | KAN    | CLT 3  | MEM    | ATL    | PHO    | DAR   | HOM |     | 170   | 98º  |
| 2005 | Hendrick Motorsports             | 48     | Chevrolet  | DAY    | CAL    | MXC    | LVS    | ATL 3* | NSH    | BRI    | TEX    | PHO    | TAL    |        |        | CLT 30 |        |        |        |        |        | CHI 17 | NHA    | PPR    | GTY    | IRP   | GLN    | MCH    | BRI    | CAL 11 | RCH    | DOV    | KAN    | CLT 43 | MEM    | TEX   | PHO | HOM | 876   | 53º  |
| 2005 | Hendrick Motorsports             | 5      | Chevrolet  |        |        |        |        |        |        |        |        |        |        | DAR 23 | RCH 25 |        | DOV 5  | NSH    | KEN    | MLW    | DAY    |        |        |        |        |       |        |        |        |        |        |        |        |        |        |       |     |     | 876   | 53º  |
| 2006 | Hendrick Motorsports             | 48     | Chevrolet  | DAY    | CAL    | MXC    | LVS    | ATL    | BRI    | TEX    | NSH    | PHO    | TAL    | RCH    | DAR    | CLT 7  | DOV    | NSH    | KEN    | MLW    | DAY    | CHI    | NHA    | MAR    | GTY    | IRP   | GLN    | MCH    | BRI    | CAL 21 | RCH    | DOV    | KAN    | CLT 42 | MEM    | TEX   | PHO | HOM | 283   | 84º  |
| 2007 | Hendrick Motorsports             | 48     | Chevrolet  | DAY    | CAL    | MXC    | LVS    | ATL    | BRI    | NSH    | TEX    | PHO    | TAL    | RCH    | DAR    | CLT 6  | DOV    | NSH    | KEN    | MLW    | NHA    | DAY    | CHI    | GTY    | IRP    | CGV   | GLN    | MCH    | BRI    | CAL 4  | RCH    | DOV    | KAN    | CLT 32 | MEM    | TEX   | PHO | HOM | 387   | 82º  |
| 2008 | JR Motorsports                   | 5      | Chevrolet  | DAY    | CAL    | LVS    | ATL    | BRI    | NSH    | TEX    | PHO    | MXC    | TAL    | RCH    | DAR    | CLT 10 | DOV    | NSH    | KEN    | MLW    | NHA    | DAY    | CHI    | GTY    | IRP    | CGV   |        |        |        | CAL 17 | RCH    | DOV    | KAN    | CLT 33 | MEM    | TEX   | PHO | HOM | 396   | 69º  |
| 2008 | JR Motorsports                   | 48     | Chevrolet  |        |        |        |        |        |        |        |        |        |        |        |        |        |        |        |        |        |        |        |        |        |        |       | GLN 29 | MCH    | BRI    |        |        |        |        |        |        |       |     |     | 396   | 69º  |
| 2011 | JR Motorsports                   | 7      | Chevrolet  | DAY    | PHO    | LVS    | BRI    | CAL    | TEX    | TAL    | NSH    | RCH    | DAR    | DOV    | IOW    | CLT    | CHI    | MCH    | ROA    | DAY    | KEN    | NHA    | NSH    | IRP    | IOW    | GLN 2 | CGV    | BRI    | ATL    | RCH    | CHI    | DOV    | KAN    | CLT    | TEX    | PHO   | HOM |     | 01    | 104º |
| 2013 | JR Motorsports                   | 5      | Chevrolet  | DAY    | PHO 12 | LVS    | BRI    | CAL    | TEX    | RCH    | TAL    | DAR    | CLT    | DOV    | IOW    | MCH    | ROA    | KEN    | DAY    | NHA    | CHI    | IND    | IOW    | GLN    | MOH    | BRI   | ATL    | RCH    | CHI    | KEN    | DOV    | KAN    | CLT    | TEX    | PHO    | HOM   |     |     | 01    | 111º |

#### Craftsman Truck Series
| Anno | Team                   | Numero | Marca     | 1   | 2   | 3   | 4   | 5   | 6   | 7   | 8   | 9   | 10  | 11  | 12  | 13  | 14  | 15  | 16     | 17  | 18  | 19  | 20  | 21  | 22  | 23  | 24  | 25  | Punti | Pos. |
| ---- | ---------------------- | ------ | --------- | --- | --- | --- | --- | --- | --- | --- | --- | --- | --- | --- | --- | --- | --- | --- | ------ | --- | --- | --- | --- | --- | --- | --- | --- | --- | ----- | ---- |
| 2008 | Randy Moss Motorsports | 81     | Chevrolet | DAY | CAL | ATL | MAR | KAN | CLT | MFD | DOV | TEX | MCH | MLW | MEM | KEN | IRP | NSH | BRI 34 | GTW | NHA | LVS | TAL | MAR | ATL | TEX | PHO | HOM | 64    | 104º |

1 Non idoneo per i punti del campionato di serie.

### Rolex Sports Car Series

#### Daytona Prototype
| Anno | Team                       | 1                 | 2   | 3   | 4   | 5   | 6               | 7   | 8               | 9   | 10  | 11  | 12  | 13  | 14  | 15  | Punti | Pos. |
| ---- | -------------------------- | ----------------- | --- | --- | --- | --- | --------------- | --- | --------------- | --- | --- | --- | --- | --- | --- | --- | ----- | ---- |
| 2004 | Howard-Boss Motorsports    | DAY ovr:28 cls:7  | HOM | PHO | MON | WGL | DAY             | MOH | WGL             | HOM | VIR | BAR | CAL |     |     |     | 23    | 65º  |
| 2005 | Howard-Boss Motorsports    | DAY ovr:2 cls:2   | HOM | CAL | LGA | MON | WGL             | DAY | BAR             | WGL | MOH | PHO | WGL | VIR | MEX |     | 32    | 70º  |
| 2007 | Riley-Matthews Motorsports | DAY ovr:36 cls:19 | MEX | HOM | VIR | LGA | WGL             | MDO | DAY ovr:9 cls:9 | IOW | BAR | CGV | WGL | INF | MIL |     | 34    | 57º  |
| 2008 | Bob Stallings Racing       | DAY ovr:2 cls:2   | HOM | MEX | VIR | LGA | LRP             | WGL | MOH             | DAY | BAR | CGL | WGL | INF | JER | MIL | 32    | 56º  |
| 2009 | Bob Stallings Racing       | DAY ovr:7 cls:7   | VIR | JER | LGA | WGL | MOH             | DAY | BAR             | WGL | CGV | MIL | HOM |     |     |     | 24    | 54º  |
| 2010 | Bob Stallings Racing       | DAY ovr:21 cls:8  | HOM | BAR | VIR | LRP | WGL ovr:6 cls:6 | MOH | DAY             | JER | GLN | CGV | MIL |     |     |     | 48    | 30º  |
| 2011 | Bob Stallings Racing       | DAY ovr:15 cls:12 | HOM | BAR | VIR | LPR | WGL             | ROA | LGA             | JER | WGL | CGV | MOH |     |     |     | 19    | 59º  |

### Campionato IMSA WeatherTech SportsCar
(legenda) (Le gare in grassetto indicano la pole position) (Gare in corsivo indicano Gpv)
| Anno | Squadra              | Classe | Vettura          | 1     | 2     | 3   | 4   | 5   | 6   | 7   | 8   | 9   | 10  | Punti | Pos. |
| ---- | -------------------- | ------ | ---------------- | ----- | ----- | --- | --- | --- | --- | --- | --- | --- | --- | ----- | ---- |
| 2021 | Ally Cadillac Racing | DPi    | Cadillac DPi-V.R | DAY 2 | SEB 7 | MDO | DET | WGL | WGL | ELK | LGA | LBH | PET | 609*  | 11º* |

* Stagione in corso.

### Corse a ruote scoperte americane

#### IndyCar Series
| Anno | Squadra             | Telaio       | N. | Motore | 1      | 2      | 3      | 4      | 5      | 6       | 7      | 8      | 9      | 10     | 11     | 12     | 13     | 14     | 15     | 16     | 17     | Pos. | Punti |
| ---- | ------------------- | ------------ | -- | ------ | ------ | ------ | ------ | ------ | ------ | ------- | ------ | ------ | ------ | ------ | ------ | ------ | ------ | ------ | ------ | ------ | ------ | ---- | ----- |
| 2021 | Chip Ganassi Racing | Dallara DW12 | 48 | Honda  | ALA 19 | STP 22 | TXS    | TXS    | IMS 24 | INDY    | DET 24 | DET 21 | ROA 21 | MDO 22 | NSH 26 | IMS 19 | GTW    | POR 20 | LAG 17 | LBH 17 |        | 26°  | 108   |
| 2022 | Chip Ganassi Racing | Dallara DW12 | 48 | Honda  | STP 23 | TXS 6  | LBH 20 | ALA 24 | IMS 22 | INDY 28 | DET 22 | ROA 24 | MDO 16 | TOR 21 | IOW 11 | IOW 5  | IMS 22 | NSH 18 | GTW 14 | POR 24 | LAG 16 | 21°  | 214   |

#### International Race of Champions
| Anno | Marca   | 1     | 2     | 3     | 4     | Punti | Pos. |
| ---- | ------- | ----- | ----- | ----- | ----- | ----- | ---- |
| 2003 | Pontiac | DAY 4 | TAL 8 | CHI 7 | IND 1 | 56    | 3º   |
| 2004 | Pontiac | DAY 4 | TEX 3 | RIC 4 | ATL 6 | 46    | 4º   |